# 바누아투
바누아투 공화국(프랑스어: République du Vanuatu 레퓌블리크 뒤 바누아투[*], 영어: Republic of Vanuatu, 비슬라마: Ripablik blong Vanuatu 리파블리크 블롱 바누아투) 혹은 바누아투(Vanuatu)는 오세아니아의 멜라네시아에 있는 국가이다. 정치체제는 공화제 하의 의원내각제이며, 수도는 포트빌라이다. 바누아투 공화국은 화산 활동으로 형성된 83개의 섬으로 이루어져 있고, 호주 북부에서 동쪽으로 1,750킬로미터, 뉴칼레도니아에서 북동쪽으로 540킬로미터, 뉴기니의 동쪽, 솔로몬 제도의 남동쪽, 피지의 서쪽에 위치해 있다. 국토 면적은 약 1만 2,189km2이고 2019년 기준 인구는 약 30만 명이다.
바누아투는 처음에 멜라네시아인들이 거주하기 시작했다. 이 섬들을 처음으로 방문한 유럽인은 포르투갈 항해사 페르난데스 데 케이로스가 이끄는 스페인 탐험대였고, 1606년에 에스피리투 산토라는 가장 큰 섬에 도착했다. 케이로스는 이 군도를 스페인의 영토로 주장하고, 이를 스페인령 동인도의 일부로서 "라 아우스트리아 델 에스피리투 산토"라고 명명했다. 1880년대에 이르러 프랑스와 영국이 이 군도의 일부를 차지하였고, 1906년에는 앵글로-프랑스 공동 관리 체제인 뉴헤브리디스로써 군도를 공동 관리하기 위한 협정을 맺었다. 1970년대에 독립 운동이 일어나 1980년에 바누아투 공화국이 설립되었다. 독립 이후 유엔, 영연방, 프랑코포니, 그리고 태평양 제도 포럼의 회원국이 되었다.
바누아투는 토착 언어가 매우 다양하여 서로 간의 의사소통을 위해 3가지 공용어를 사용하고 있는데, 바누아투 현지의 영어계 크리올인 비슬라마어가 주로 쓰이고, 지역에 따라 영어, 프랑스어도 많은 사람이 구사한다. 다수의 인구가 에파테섬에 위치한 수도 포트빌라와, 83개의 섬 중 제일 큰 에스피리투산토섬의 큰 도시 루간빌에 집중되어 있다. 바누아투는 한때 국민 행복 지수 세계 1위에 선정되어, 전세계에 많이 알려지기도 하였다.

## 국명
국명은 '나라' 혹은 '땅' 이란 뜻의 오스트로네시아조어 "Vanua(banua)"와 '일어서다'라는 뜻의 "tu"를 합쳐 '일어서는 나라', 즉 다른 나라의 통치를 벗어나 하나의 새로운 독립 국가라는 의미가 있다.

## 역사
바누아투는 고고학적 증거로 약 기원전 45,000년부터 1,500년까지 남태평양 지역에 살고 있던 오스트로네시아어를 사용하는 멜라네시아인들이 다른 섬에서 섬으로 이주하는 동안 인구수가 증가하였다. 또한 12세기부터 폴리네시아인이 서쪽에서 이주함으로 현재 바누아투에 폴리네시아인, 멜라네시아인들이 화합을 이루며 살아가고 있다. 오늘날 바누아투에서는 멜러(Mele), 푸투나(Futuna), 엠마에(Emae)와 아니와(Aniwa) 지역에서 폴리네시아인 공동체를 찾을 수 있다.
17세기 초, 바누아투는 유럽인들이 산토섬을 발견하기 전까지 자체적으로 각 섬에 '국가'를 구성하였다. 그리고 바누아투를 대표하는 큰 섬들(산토, 타나 등)은 서로 경쟁이 치열하였고 독립적인 부족들로 나누어졌었으며, 대부분 상호 이해 없이 언어를 구사하였다. 그러므로 섬마다 각기 다른 문화를 가지고 있었다.
13세기 초에서 17세기 사이에 섬들 사이에 문화, 규모 통일을 위한 로이마타(Roymata)의 시도 가 있었는데 그의 시도는 에파테(Efate)섬에서부터 에피(Epi)섬까지 이루어졌으며 결국 그의 생애 말기에 끝이 났다. 비록 그 당시 통일은 하지 못했지만, 그의 시도, 서사시는 오늘까지도 바누아투 역사에 기록, 기억되고 있다.

### 유럽인들의 발견
바누아투의 발견과 현재 역사는 1606년, 포르투갈에서 태어났지만 스페인 탐험 부대를 이끌었던 페드루 페르난데스 지 케이로스가 한 섬을 발견하여 "Espiritu Santo"(성령)이라고 이름을 붙여 부르면서 시작되었다. 1774년, 제임스 쿡 선장이 이 섬에 '뉴헤브리디스(New Hebrides)'라는 이름을 붙였고, 바누아투는 이후로 계속 19세기까지 유럽 탐험가들에게 관심 대상이 되었다.

### 식민 시대
바누아투는 19세기에 유럽에서 온 선교사들과 1840년에서 1860년 사이에 에로망고섬에서 단향이 발견됨으로써 유럽인들의 관심이 집중되었다. 그후로부터 단향 착취를 위하여 유럽인들이 바누아투 원주민에게 매우 다른 두가지 유형의 접촉을 형성하였는데, 그중 1860년 때부터 블랙버딩 (Blackbirding) 이라고 알려진 바누아투를 포함한 멜라네시아섬 전역에 일어났던 인신매매가 주로 일어났다. 서울대학교 주경철 교수가 쓴 <해양인류>(후마니타스출판그룹)에 의하면, 블랙버딩은 유럽 사람들에게 다가선 원주민들을 납치하여 인신매매를 하는 것인데, 유럽인들은 원주민들을 피지, 뉴칼레도니아의 농장으로 보내어 강제노동을 하게 하였다.
19세기말, 1880년대부터 영국과 프랑스에서 온 정착민이 많아지기 시작하였다. 그리고 또한 이 시기에 유행성 감기, 홍역과 같은 유럽 정착민들이 유럽에서 온 질병이 바누아투에 퍼지면서 그당시 원주민
의 10분의 1이 사망했고, 토착 인구가 감소하기 시작하였다. 그리하여 20세기 초에 농장에서 일할 노동자를 확보하기 위해 노예무역이 더욱더 활발히 행해졌다.
그리고 또한 1880년대에는 그 당시 유럽의 강호 프랑스와 영국이 뉴헤브리디스의 소유권을 동시에 주장하였고 결국 두 나라가 경쟁끝에 군도를 합병하여 공동지배하기로 결정하였다. 그후 1887년, 군도의 질서를 유지하기 위하여 "혼합해군위원회"라는 잠정 법령이 제정되었다.
제2차 세계 대전 동안 뉴헤브리디스는 프랑스 장군 드골편에 합류한 프랑스 최초의 식민지였고, 일본의 진주만 공습과 태평양 정복 중에는 미국편에서 미군의 마지막 방어선 역할을 담당하였다. 그 당시 미군은 산토섬에 미군 후방 기지를 건설하여 한때 최대 5만 명이 주둔하였다. 1943년 미국이 솔로몬 제도를 탈환하여 뉴헤브리디스 제도는 전략적 중요성을 잃었고, 미군은 1945년까지 빠르게 철수하였다. 미군의 갑작스러운 배치와 철수는 현대 문명에 익숙하지 않던 일부 원주민들 사이에 화물 숭배(cargo cult) 신앙을 만들어내기도 하였다.

### 바누아투의 독립
전쟁이 끝나고 뉴헤브리디스의 현대적 개발이 시작되었으며, 이때부터 많은 원주민(니바누아투)들도 정치, 경제적 힘을 얻기 시작했다. 더 많은 자율권을 얻기 위한 바누아투인들의 운동이 확대되자 영국과 프랑스는 뉴헤브리디스 대표 의회를 창설하여 1975년 첫 선거를 치렀다. 선거에서 승리한 뉴헤브리디스 국민당(NHNP), 1977년 개칭 바누아아쿠당(Vanua'aku Pati)은 즉각적인 독립을 주장한 강경파이자 영어 화자 중심의 중앙집권주의 정당으로서, 연방 체제 하의 점진적인 독립을 주장한 프랑스어 화자 중심의 온건파와 대립하였다. 1977년 3월 영국-프랑스는 1980년 독립 국민투표를 실시하기로 하였으나 바누아아쿠당은 이를 거부한 채 사실상의 임시정부를 운영했고, 결국 합의 하에 치러진 1979년 11월 총선에서 바누아아쿠당이 압승하며 1980년 7월 30일 월터 리니 총리의 주도 하에 빠른 독립을 이루었다.

### 독립 이후
국명은 뉴헤브리디스에서 "바누아투"로 변경되었고 상주 총독 없이 대통령을 국가원수로 하는 바누아투 공화국이 건국되었다. 독립 과정에서 에스피리투 산토 섬의 온건파가 독립 베마라나 공화국을 선포하였다가 진압되는 사태(코코넛 전쟁)가 있었다. 독립 이후 월터 리니 정부는 외교적으로 비동맹 운동에 가담하고 공산권 국가들에 접근했다. 한편 80년대 동안 리니의 권력 장악에 대한 국내의 불만이 커지고 있었고, 80년대 후반 당내 분열이 발생하여 멜라네시아 진보당이 떨어져나가며 바누아아쿠당의 우위가 흔들리기 시작했다. 결국 1991년 9월 6일 불신임 투표로 리니가 총리직에서 축출되고 이어진 선거에서 프랑스어계 온건파 정당이 승리했다. 90년대 동안 정치 대립으로 인한 잦은 정부 교체에도 불구하고 민주주의 체제는 큰 분쟁 없이 유지되었고 관광업과 외국 원조에 힘입어 경제는 꾸준히 성장했다.
2004년 온건정당연합의 세르주 보호르 총리는 대만의 국가 승인을 대가로 한 비밀 협정이 스캔들이 되어 취임 5개월 만에 사퇴하였고 이후 취임한 월터 리니의 동생인 함 리니 총리는 다시 중화인민공화국을 승인하였다. 2013년에는 녹색 연합 소속의 모아나 카르카세스 칼로실이 외국계로서는 최초로 총리에 취임했으나 2015년 대규모 비리 스캔들에 연루되어 2016년 총선에서 샬롯 살와이에 패했다. 2020년에는 다시 바누아아쿠당이 승리하여 밥 러프먼이 총리로 취임했다.

## 지리
바누아투는 오스트레일리아 북동부에 인접한 남태평양 산호해(珊瑚海) 또는 코럴해(Coral sea)에 위치하고 있으며, 호주 동부 해안에서 약 1970km, 뉴질랜드 북부에서 2900km, 뉴칼레도니아 북동부에서 539km 정도 떨어져 있는 군도이다.
바누아투는 현재 총 83개의 섬으로 이루어져 있고 전체 면적은 12,199km2이다. 산토(Espiritu Santo)섬 (3 956 km2), 말레꿀라(Malekula)섬 (2 041 km2) 그리고 현재 정부가 자리잡고 있는 에파테(Efate)섬 (900 km2)이 바누아투를 대표하고 제일 큰 섬이고 유네스코에서 지정한 세계 4대 활화산 중 하나인 야수르산이 있는 타나(Tana)섬이 있다.
또한 아니와(Aniwa)섬과 로와(Rowa)섬을 제외하고 나머지 81개의 섬은 화산과 산악 지대로 형성되어 있다. 현재 바누아투에는 총 9개의 화산이 있으며 그중 일부는 활화산으로써 아직까지도 가끔 화산 분화가 일어난다.

## 기후
바누아투의 기후는 다른 대부분의 남태평양의 국가들처럼 열대성 기후이다. 바누아투의 온도는 보통 20°에서 32° 사이이다.
약 9개월 동안은 따뜻하고 덥고 비가 많이 오는 시기가 이어지며, 이 기간 동안 사이클론이 발생할 가능성이 있다. 나머지 3~4개월은 남동쪽에서 불어오는 바람이 특징인 더 시원하고 건조한 날씨가 지속된다. 수온은 겨울에는 22 °C에서 여름에는 28 °C까지 오른다. 4월에서 9월 사이에는 비교적 시원하지만, 10월부터는 날씨가 더 덥고 습해진다. 5월에서 10월 사이에는 남동무역풍이 불어온다.
바누아투에는 긴 우기가 있으며, 거의 매달 상당한 강우량이 기록된다. 가장 비가 많이 오고 더운 달은 12월에서 4월로, 이 기간은 사이클론 기간이기도 하다. 가장 건조한 달은 6월에서 11월 사이이다. 연평균 강수량은 약 2,360밀리미터 정도이지만, 북부 섬에서는 최대 4,000밀리미터까지 기록되기도 한다. 2021년 세계위험지수는 바누아투를 전 세계에서 재해 위험이 가장 높은 국가 중 하나로 평가했다.

### 열대 사이클론
열대 사이클론은 바누아투에 큰 영향을 미치는 자연재해 중 하나이다. 2015년 3월, 사이클론 팸이 5등급의 강력한 열대성 사이클론으로 바누아투 대부분 지역을 강타하여, 모든 섬에 광범위한 피해를 야기했다. 2015년 3월 17일 기준으로 유엔은 공식 사망자 수를 11명(에파테에서 6명, 타나에서 5명)으로 발표했으며, 30명이 부상당했다고 보고했다. 바누아투 토지부 장관 랄프 레겐바누는 "우리가 아는 한, 이번 사건은 바누아투에 영향을 미친 최악의 재해이다"라고 말했다.
2020년 4월에는 사이클론 해럴드가 에스피리투 산토 섬의 루간빌 마을을 강타하여, 그곳과 최소 4개의 섬에서 심각한 물적 피해를 입혔다.

### 화산

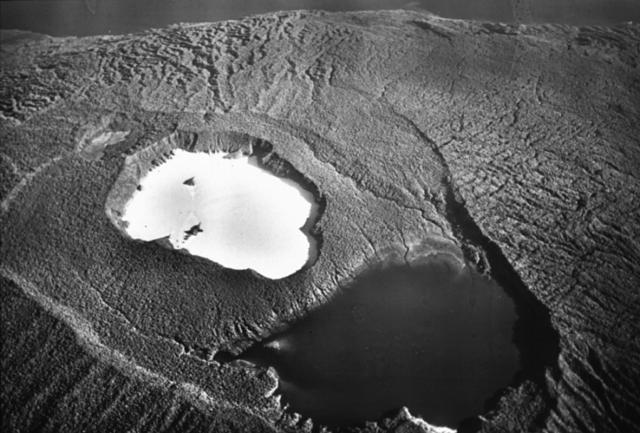
아오바섬의 마나로 화산

마나로 화산은 아오바섬에 위치한 활화산이다. 이 화산은 바누아투에서 가장 큰 칼데라 호수를 갖고 있어 아오바섬 전체에 걸쳐 중요한 지리적 특징을 이루고 있다. 주기적으로 분화를 일으켜 인근 주민들이 대피하거나 재산 피해를 입는 경우가 있다. 특히 2017년과 2018년에는 화산 활동이 활발해져 섬 전체의 주민들이 일시적으로 대피한 바 있다. 이 화산은 바누아투에서 주요 재해 요소 중 하나로 여겨지며, 그 활동은 현지 정부와 과학자들에 의해 면밀히 모니터링되고 있다.

## 정치

### 정부

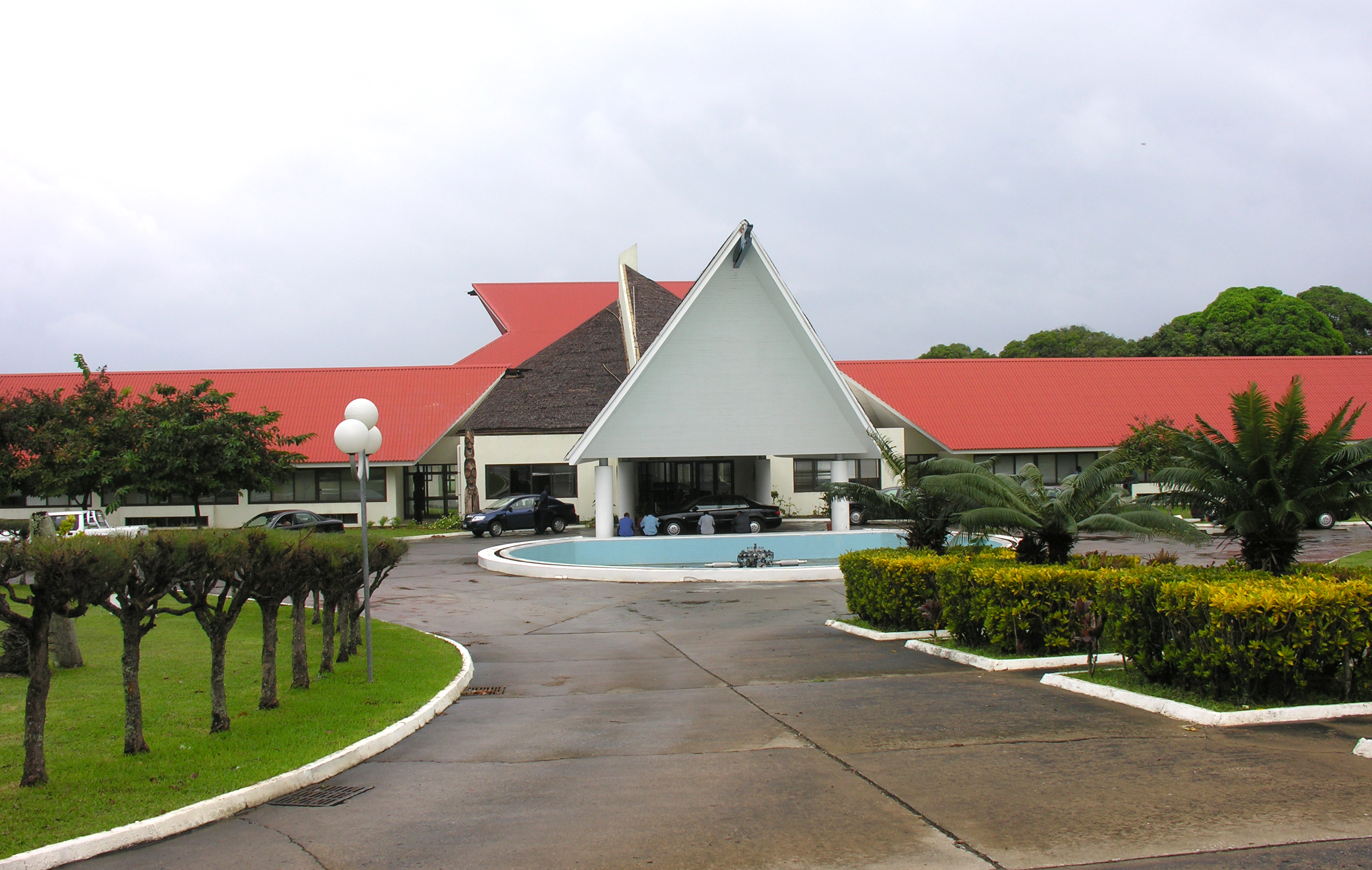
바누아투 국회

바누아투 공화국은 의회 민주주의를 채택하고 있으며, 성문 헌법을 갖추고 있다. 바누아투의 대통령은 헌법상 국가원수이자 국가 통합의 상징으로 선거인단의 3분의 2 이상의 투표로 선출되며, 임기는 5년이다. 대통령의 권한은 주로 의례적인 역할에 국한된다. 선거인단은 바누아투 의회 의원들과 지역 의회 의장들로 구성되며, 만약 대통령이 중대한 비행을 보이거나 능력이 의심될 시 선거인단에 의해 해임될 수 있다.
정부수반인 총리는 3/4 정족수를 만족하는 의회 다수결로 선출된다. 총리는 전체 의회 의원 수의 1/4을 초과하지 않는 범위에서 장관회의를 구성하며, 이들 총리와 장관회의가 행정부를 구성한다.
바누아투 의회는 단원제로, 총 52명의 의원으로 구성되어 있다. 의원은 4년마다 총선거를 통해 선출되며, 의회의 3/4 정족수를 만족하는 다수결 투표나 총리의 요구에 따라 대통령의 지시에 의해 조기 해산될 수 있다. 52명의 의원 중 44명은 단기 비이양식 투표 제도를 통해 선출되며, 8명은 단일 선거구 다수제로 선출된다. 선거권은 18세이상의 모든 시민에게 부여된다.

### 지역 정치
바누아투의 지역 정치는 꾸준히 발전해가는 세계화와 여전히 전통적 생활 방식을 따르고 있는 80%이상의 국민으로 인해 매우 복잡한 상황에 놓여있다.
특히 정치와 경제의 중심인 수도 포트빌라에서 조차, 아직까지도 여러 부족간의 부족 정치 경쟁에서 벗어나지 못하고 있다. 예를 들어 포트빌라 주요 거리에 계획된 상권 설립에 관해, 상권 부지 재산권에 대한 씨족간의 분쟁이 자주 일어나며, 정치계는 물론, 법원 조차 이 부족 정치 분쟁에 개입이 불가능하다. 그리고 아직까지 각 지역에는 추장이 존재한다.
말바투 마우리(Malvatu Mauri)로 불리는 국가 추장 회의는 지역 추장 회의에서 선출된 구성원으로 이루어지며, 바누아투 문화와 언어와 관련된 모든 문제에 대한 자문 위원단으로 기능한다. 최고 법원은 대법원장과 최대 세 명의 판사로 구성되며, 이들 중 두 명 이상이 항소법원을 구성할 수 있다. 대법원은 대부분의 일상적인 법적 문제를 처리하며, 법 체계는 영국의 보통법과 프랑스의 민법을 기반으로 하고 있다. 또한, 헌법은 추장들이 주재하는 마을 또는 섬 법원을 설립하여 관습법 문제를 다룰 수 있도록 규정하고 있다.
바누아투에서는 국가 당국과 인물 외에도 마을 수준에서 높은 지위를 가진 사람들이 존재한다. 추장들은 여전히 마을 수준에서 주요 인물로 자리 잡고 있으며, 정치인들조차도 이들을 무시할 수 없다. 바누아투 북부에서는 님앙키(Nimangki)라 불리는 연회 체계로 사회적 계급이 나뉘어진다.

## 경제

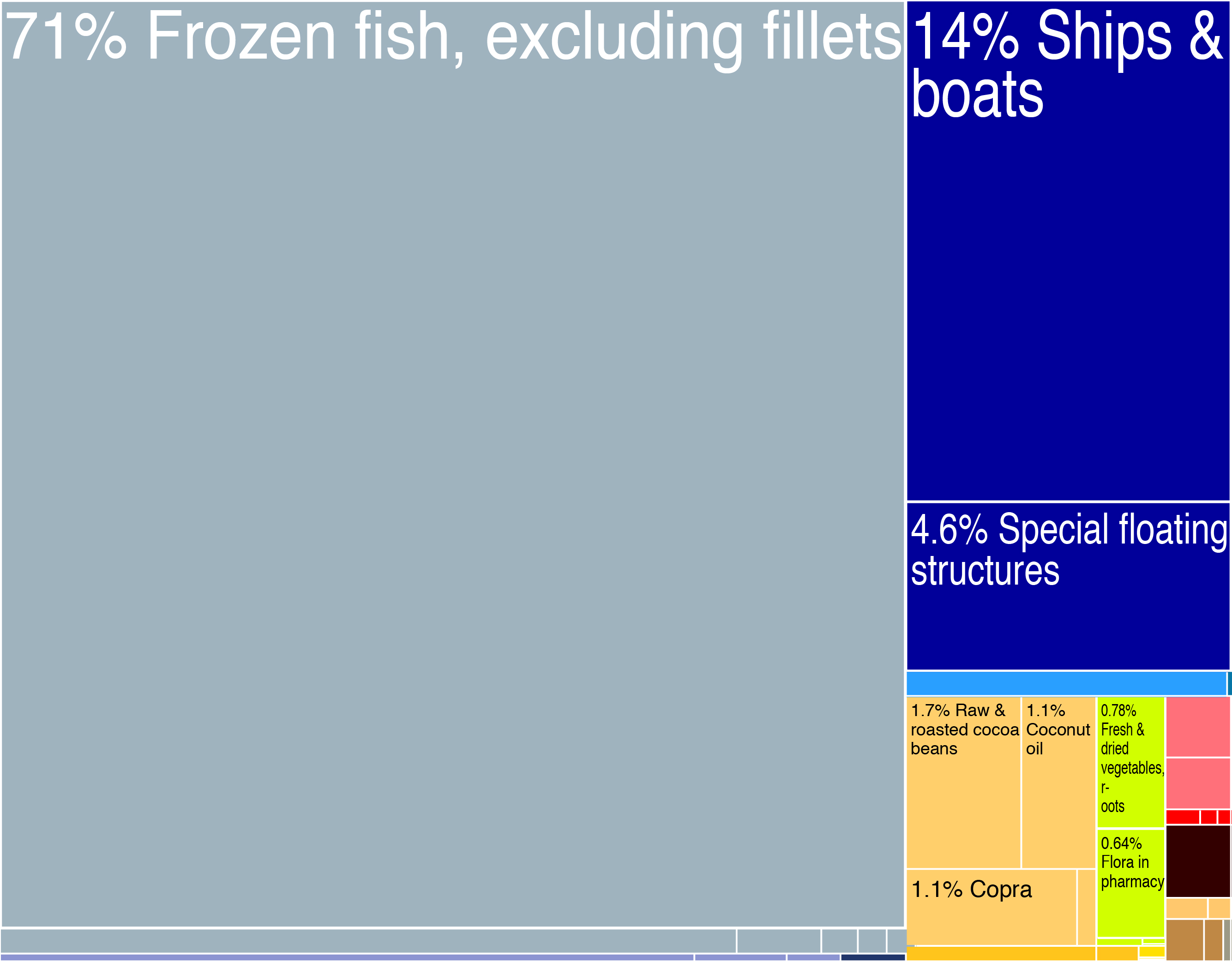
바누아투의 수출품

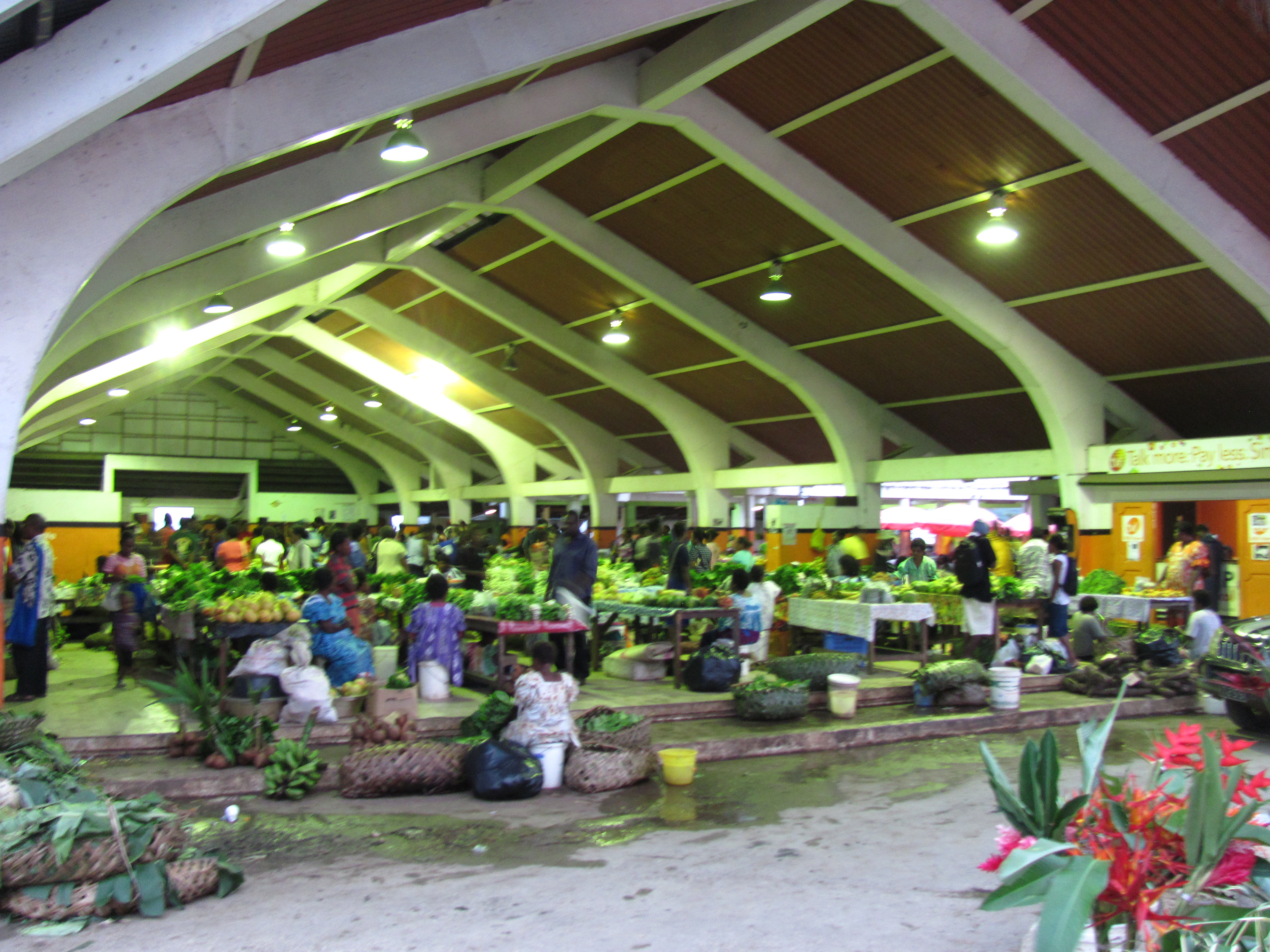
포트빌라의 시장

바누아투는 지리적 조건과, 환경적 문제로 아직까지 경제적으로 독립하지 못하였으며 현재 호주를 비롯하여 최근에는 중국으로부터 막대한 투자를 받고 있다.
바누아투의 경제는, 국민의 70%가 종사할 정도로 관광업을 중심으로 조금씩 성장하고 있으며 지리적 이권을 이용해 해산업과 타나섬에서 재배하는 커피를 주 수출원으로 경제 시스템이 이루어지고 있다.
그러나 2019년부터 발생한 코로나19 바이러스로 인해 공항과 항구는 폐쇄되었으며 주 경제 원천이었던 관광업 부진으로 국가 경제에 막심한 피해를 입고 있다.

## 대외관계
바누아투는 대한민국과 조선민주주의인민공화국의 동시 수교국이다.
1980년부터 1991년까지 친소 성향의 사회주의체제였기 때문에 소련과도 친했다. 소련이 망한 이후, 소련에서 러시아로 된 이후에도 여전히 외교 관계가 존재한다.

## 사람과 언어
인종 구성은 멜라네시아계가 98%이다. 프랑스계 및 중국계등 동양계 민족과 비 멜라네시아계 태평양 제도 민족이 거주한다.
언어는, 3개의 공용어(비슬라마어, 영어, 프랑스어) 외에도 100개 이상의 지방 언어가 있다. 공통어는 혼합 영어인 비슬라마어이다. 그러나 대부분은 영어, 프랑스어등으로 의사소통을 하는 경우도 드물지 않으며, 비슬라마는 국가의 주요언어이다.

## 문화
종교는 장로교 36.7%, 성공회 15%, 가톨릭교 15%, 전통 신앙 7.6%, 신흥 종교 6.2%, 그리스도의 교회 3.8%, 기타 15.7%이다. 문화적으로는 영국과 파푸아뉴기니의 영향을 받았고, 전통적인 부족 문화도 강하게 남아있다. 영국과 프랑스의 공동 식민 지배의 영향으로 다른 오세아니아 국가들에서는 찾아볼 수 없는 문화도 약간 있다.